# Mesalina guttulata
Mesalina guttulata är en ödleart som beskrevs av  Lichtenstein 1823. Mesalina guttulata ingår i släktet Mesalina och familjen lacertider. Inga underarter finns listade i Catalogue of Life.